# Galbally (comté de Limerick)
Galbally (en irlandais : An Gallbhaile, ville de l'étranger) est un village au sud-est du comté de Limerick, à la frontière avec le comté de Tipperary, en  Irlande, 

## Géographie
La localité se trouve au pied des Galtee Mountains et à l’ouest dans la vallée de l'Aherlow. La rivière Aherlow, qui descend des montagnes de Galtee, passe à proximité du village et rejoint le Suir à Kilmoyler, à une courte distance au nord de Cahir.

## Histoire

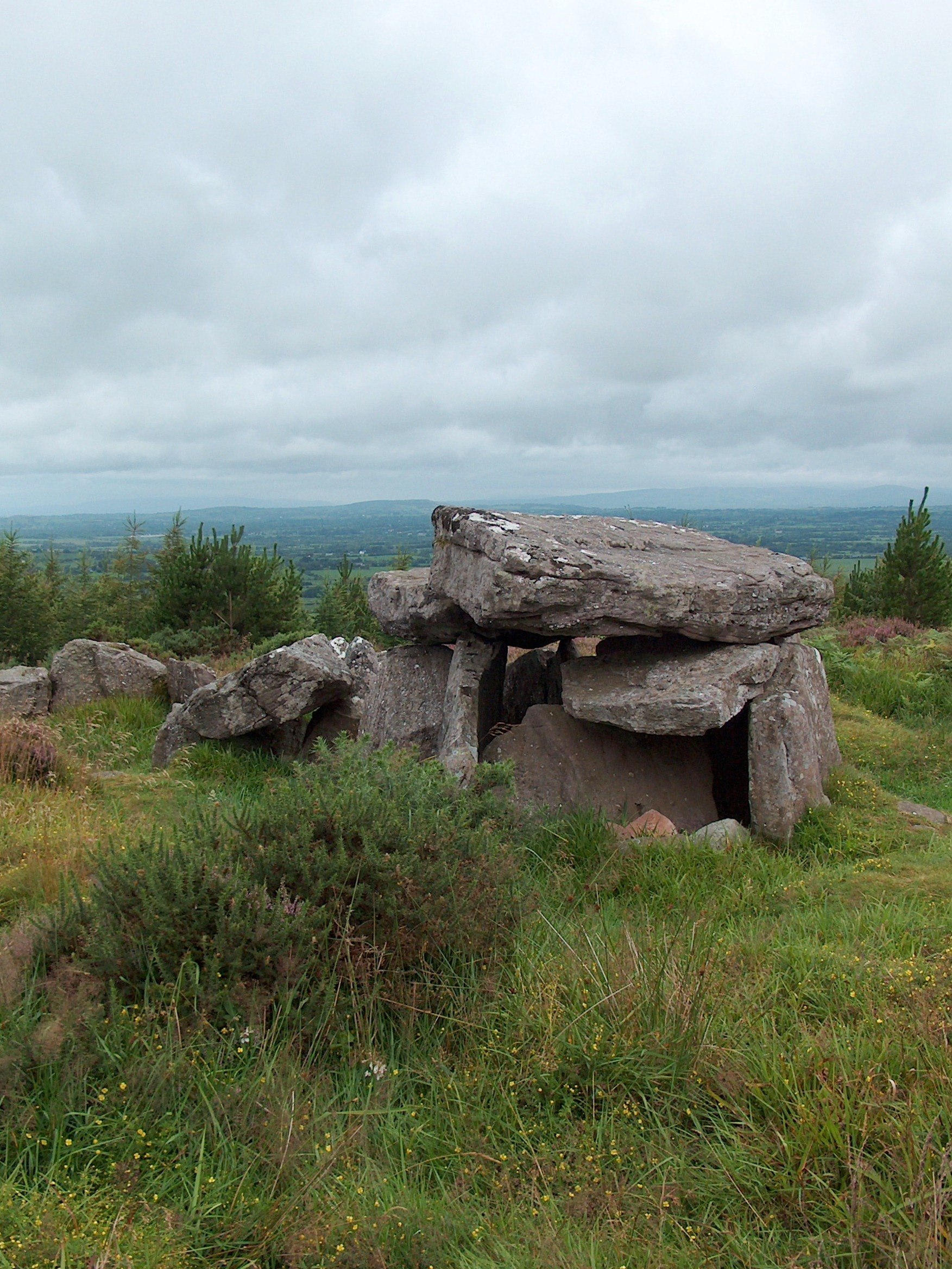
Tombe mégalithique à Duntryleague, près de Galbally.

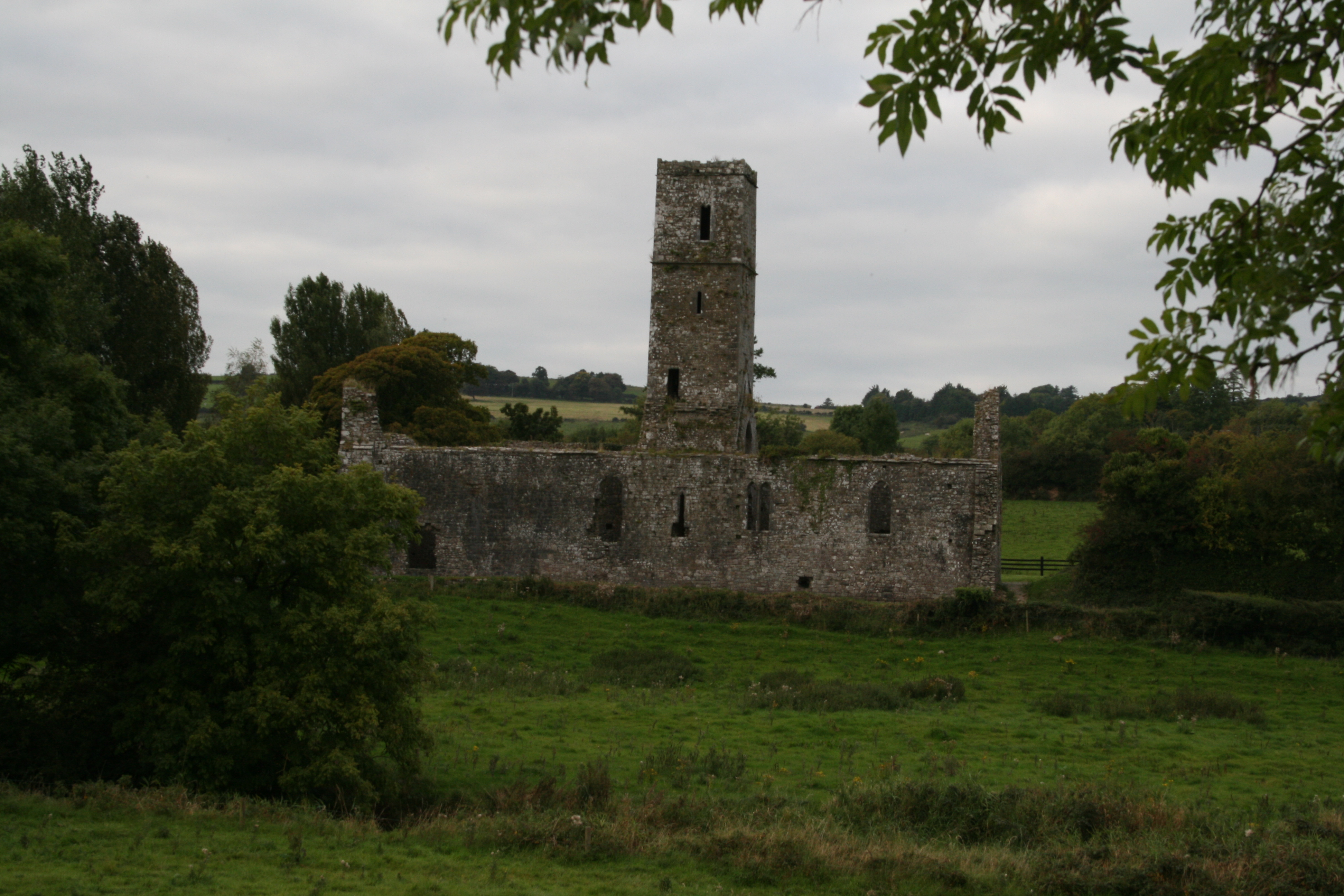
Les ruines de Moor Abbey.

Des sites archéologiques et des bâtiments historiques de la région de Galbally figurent dans l'Inventaire des sites protégés ((en) Record of Protected Structures).
Parmi ceux-ci, se trouve "Darby's Bed" ("Le lit de Darby"), un tumulus qui repose sur une colline proche de la ville de Duntryleague. Il est cité dans la mythologie celtique irlandaise comme l'un des endroits où Diarmuid et Grainne ont passé une nuit au cours de leur fuite devant le guerrier Fionn Mac Cumhaill.
L'abbaye de Moor est située juste à l'extérieur du village. Ce monastère franciscain a été fondé au XIIIe siècle par Donach Cairbreach Ua'Briain.
Un autre monastère de l'ordre dominicain a été fondé à Galbally dans le comté de Limerick par Donogh Carbrac O'Brien en 1240.
Le seul édifice restant du site est l'église du couvent, construite en 1471. Une histoire tumultueuse, à l'image des conflits de la politique irlandaise et des libertés religieuses, émaille les lieux, habités jusqu'en 1748, avec toutefois des périodes de désertion. Les restes d'une tombe, présents dans l'église, sont peut-être ceux du fondateur. [citation nécessaire]
Au centre de la place de Garbally se trouve la statue d'un soldat, érigée à la mémoire de volontaires locaux ayant perdu la vie au cours de la guerre anglo-irlandaise, en 1921.
Le côté sud de la place marque l'emplacement d'une maison de pauvres gens au cours de la Grande Famine irlandaise.
Les voitures de Charles Bianconi ont traversé le village et les écuries se trouvent toujours du côté nord de la place.
Les Massy de Duntryleague, des (barons), ont eu leur propriété d'origine dans la région. Leur lieu de sépulture y est toujours. Cette famille anglaise d'origine normande, a reçu des terres dans le comté de Limerick, pendant l'implantation Cromwellienne. Elle s'est installée à Duntryleague, dans la paroisse de Galbally. La famille a joué un rôle de premier plan dans la classe montante anglo-irlandaise jusqu'au XXe siècle. La maison d’été, Massy Lodge, se trouve près du village voisin d'Anglesborough.
À Duntryleague se trouvent également les restes d’un clocher protestant et d’un cimetière.
Un certain nombre de tombes sont occupées par la famille Bennett qui a possédé à proximité le domaine de Gleneffy House (également connu sous le nom de Castle Creagh), des années 1680 aux années 1920.
William H Massy Bennett, juge de paix, a été le dernier Bennett à y vivre. Il est décédé en 1920 et son fils, George Latham Massy Bennett, a vendu la propriété aux enchères en juillet 1920. La famille a déménagé à Londres.
Le sénateur Thomas Westropp Bennett, deuxième Cathoirleach de Seanad Éireann (Sénat irlandais ou deuxième chambre du Parlement) et son frère George Bennett, député (TD) pour Limerick de 1927 à 1948, sénateur de 1948 à 51, étaient des cousins de William H. Massy Bennett. En 1826, le révérend Fitzgerald fait référence à Castle Creagh et le cite comme "un très beau siège de la famille Bennet, aujourd'hui en ruines" dans son Histoire de Limerick.
L'actuelle Gleneffy House a été construite pour le père de William, George Latham Bennett par l'architecte Charles Frederick Anderson dans les années 1850. Le bâtiment se dresse sur le site de l'ancien château, mentionné par le révérend Fitzgerald et se situe sur la colline du Glen of Aherlow, au nord de Galbally. C'est maintenant une résidence privée.

## Commodités
Galbally héberge des pubs, un menuisier, des entrepreneurs de pompes funèbres, des magasins, une déchiqueteuse, des B & B, un musée/galerie et un centre équestre.
Des terrains de sports, une place pour la communauté et des aires de jeux extérieures, de type astro-turf « tout temps » (terrains à surface synthétique), figurent aussi au nombre des installations à la disposition des résidents.

## Cultes
L'église catholique du village, l'église du Christ-Roi, se trouve dans la paroisse ecclésiastique de Galbally & Lisvernane, qui chevauche la frontière des comtés de Limerick et Tipperary.
Le « village-sœur », faisant partie de cette même paroisse, Lisvernane, est situé dans le Glen of Aherlow, dans le comté de Tipperary

## Sports
Deux clubs de la Gaelic Athletic Association ont leur siège dans le village : Galbally, du côté de Limerick, et Aherlow, de l'autre côté de la frontière, dans le comté de Tipperary.
Alors que chaque club pratique le hurling, le football gaélique reste le sport principal. Les deux clubs ont remporté leurs championnats de football senior de comtés respectifs, Aherlow remportant le titre côté Tipperary pour la première fois en 2006. Galbally fut une première fois vainqueur du Limerick Senior Football Championship en 1994 et a réitéré l'exploit en 1997. Galbally a également remporté le titre County Junior B Hurling de 1995, avec son capitaine John Kiely qui a ensuite dirigé l'équipe du comté de Limerick la conduisant à la victoire dans la finale du championnat 2018 des joueurs de hurling seniors irlandais.
Des équipes, de moins de 12 ans à senior, évoluent au sein du Galbally Camogie Club .
Mooreabbey Milers AC, le club de course, est également situé à Galbally.

## Environnement
En 1994, Galbally a été lauréate et citée comme "la plus belle ville d'Irlande" dans le cadre de l'Irish Tidy Towns Competition et a remporté le concours au niveau du comté de Limerick à neuf reprises.

## Culture populaire
Une ballade folklorique, The Galbally Farmer, raconte les malheurs d'un ouvrier engagé par un fermier dans la misère, Darby O'Leary.